# University of Kentucky
University of Kentucky (UK) este o universitate publică din Lexington, Kentucky. Fondată în 1865 de John Bryan Bowman sub numele de Agricultural and Mechanical College of Kentucky, această universitate este una dintre cele două universități land-grant ale statului (cealaltă fiind Kentucky State University), cel mai mare colegiu sau universitate de pe teritoriul statului, cu 30.720 studenți înmatriculați în toamna anului 2015, și cea mai bine clasată universitate de cercetare a statului Kentucky în topul alcătuit de U.S. News and World Report.
Instituția conține 16 colegii, o școală pentru absolvenți, 93 de programe de licență, 99 programe de masterat, 66 de programe de doctorat și patru programe profesionale.

University din Kentucky are cincisprezece biblioteci în campus. Cea mai mare este Biblioteca William T. Young, care conține materiale academice pe o gamă variată de subiecte din cadrul științelor sociale și umaniste și o colecție de exponate științifice. În ultimii ani, universitatea a alocat sume tot mai mari de bani pentru cercetare, în urma unei parteneriat încheiat în 1997 cu Adunarea legislativă a statului Kentucky. Directiva a impus ca University of Kentucky să devină o instituție publică de cercetare care să facă parte din primele 20 de universități americane până în anul 2020.

## Absolvenți notabili
Universitatea are peste 140.246 absolvenți în statul Kentucky, 216.737 în Statele Unite ale Americii și 1.119 la nivel internațional. University of Kentucky Alumni Association este asociația foștilor studenți și profesori și este situată la colțul format de Rose Street și Euclid Avenue. Clădirea care adăpostește începând din 1963 sediul asociației poartă numele lui Helen G. King, primul director permanent al asociației și fostă „Miss University of Kentucky”. Membrii Asociației se întâlnesc și la Spindletop Hall, un conac mare aflat pe Iron Works Pike, care servește drept loc central de întâlnire al absolvenților.
Printre absolvenții Universității din Kentucky se află șapte guvernatori: foștii guvernatori ai statului Kentucky, Albert „Happy” Chandler, Ernie Fletcher, Paul E. Patton și Steve Beshear, fostul guvernator al statului Ohio Ted Strickland, fostul guvernator al Carolinei de Nord Beverly Perdue și  fostul guvernator al statului Arkansas Tom Jefferson Terral. Aici au studiat, de asemenea, Ken Lucas, un fost membru al Camerei Reprezentanților, episcopul metodist Alfred W. Gwinn, actualul senator Mitch McConnell, antreprenorul și filantropul Carol Gatton și Paul Chellgren, președinte și CEO al Ashland Inc.. Printre absolvenți se numără dr. Thomas Hunt Morgan, un om de știință ce a obținut în 1933 Premiul Nobel pentru Fiziologie sau Medicină, și William Lipscomb, câștigător al Premiului Nobel pentru Chimie în 1976, actrița Ashley Judd și actorul Peter LaPrade.

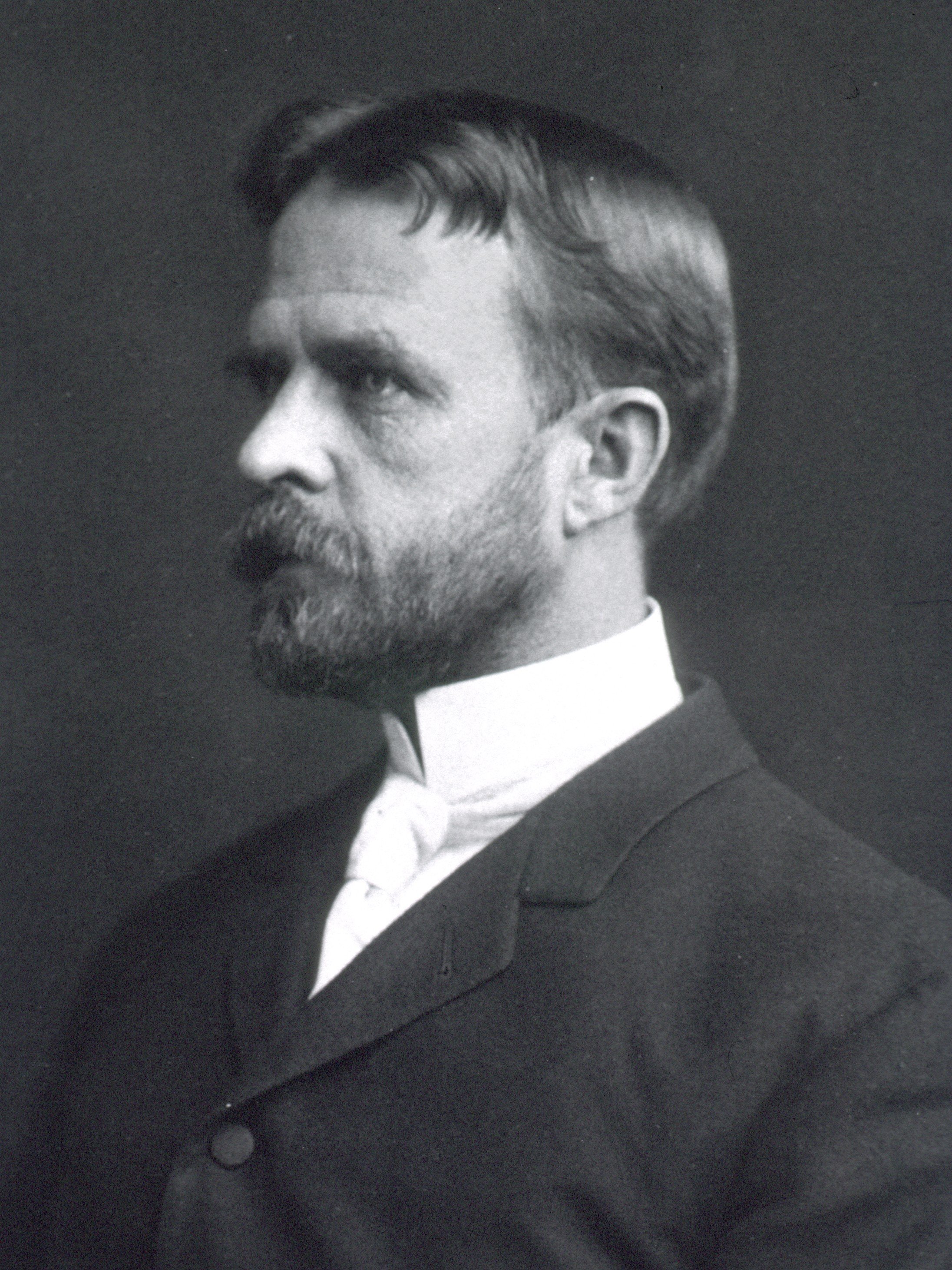
Thomas Hunt Morgan, laureat al Premiului Nobel pentru Medicină (1933) și părintele geneticii moderne
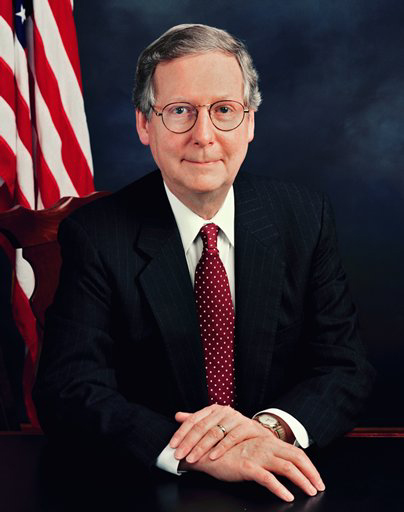
Mitch McConnell, senator, actual lider al majorității din Senat
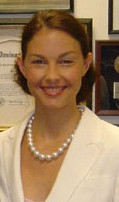
Ashley Judd, actriță
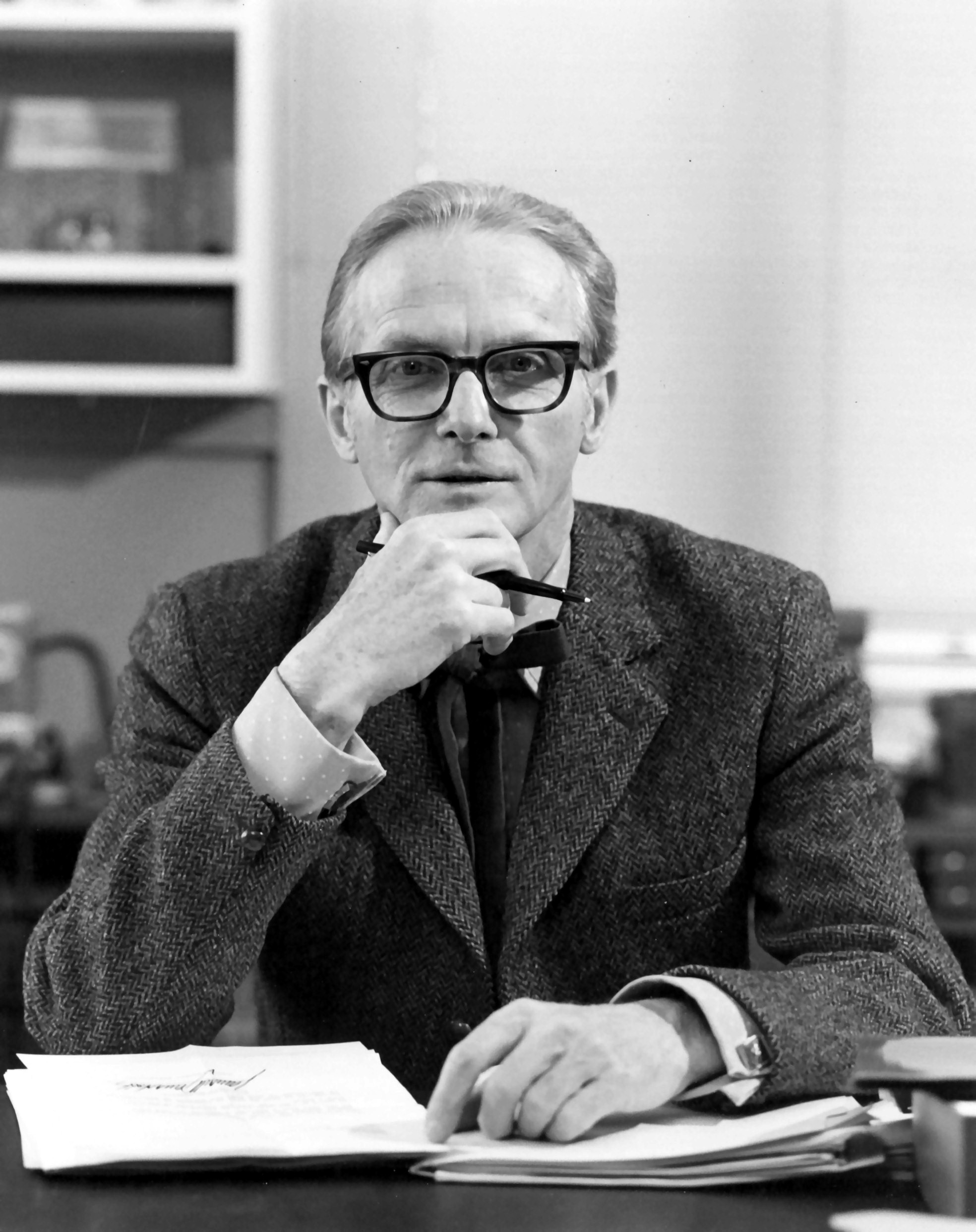
William Lipscomb, laureat al Premiului Nobel pentru Chimie (1976)